# Nicolae Oprescu
Nicolae Oprescu (n. 1 martie 1953, București, România) este un gimnast român. A concurat la Jocurile Olimpice de vară din 1972, la Jocurile Olimpice de vară din 1976 și la Jocurile Olimpice de vară din 1980.

## Distincții
- Medalia „Meritul Sportiv” clasa I (18 august 1976) „pentru rezultatele deosebite obținute la Jocurile olimpice de vară de la Montreal – 1976, precum și pentru contribuția adusă la dezvoltarea activității sportive și la creșterea prestigiului sportului românesc pe plan internațional”[2]
- Medalia „Meritul Sportiv” clasa I (15 aprilie 1981) „pentru rezultatele deosebite obținute la Jocurile olimpice de vară de la Moscova – 1980, precum și pentru contribuția adusă la dezvoltarea activității sportive și la creșterea prestigiului sportului românesc pe plan internațional”[3]